# Gaston Plissonnier
Gaston Plissonnier est un résistant et homme politique français, né le 11 juillet 1913 à Bantanges (Saône-et-Loire) et mort le 16 mai 1995 à Levallois-Perret (Hauts-de-Seine). Il est membre du secrétariat du Parti communiste français de 1956 à 1990.

## Biographie

### Militant communiste rural et bourguignon
Fils d'un artisan chaisier de la Bresse bourguignonne, il travaille très tôt, d'abord dans l'atelier de son père, puis comme journalier agricole. Adhérent au Parti communiste en 1935, dans sa région natale, son parcours le fait rencontrer Waldeck Rochet, issu du même terroir bressan. Membre de la Jeunesse communiste, il lui est confié, ainsi qu'à d'autres jeunes militants originaires du milieu rural, sous la direction de Léo Figuères, la responsabilité d'organiser l'Union de la jeunesse agricole de France dans son département de Saône-et-Loire. Il s'y consacre de 1937 à 1939, tout en dirigeant le parti communiste dans la région de Louhans.

### Résistant
Réformé, et donc disponible, il participe à la réorganisation du parti communiste clandestin, d'abord en Saône-et-Loire, puis dans des responsabilités régionales et inter-régionales (Languedoc, Sud-ouest, Centre), et finalement à Toulouse. 
Capitaine au sein des Francs-tireurs et partisans (FTPF) puis des Forces françaises de l'intérieur (FFI), il mène notamment l’évasion des internés du camp de Saint-Sulpice-La-Pointe (Tarn) en juillet 1943, et joue un rôle majeur dans la libération du Sud-Ouest de la France.
Il est aussi chargé de protéger la famille de Jacques Duclos.
Il participe, après la Libération, à l'organisation des comités de défense et d'action paysanne, nés sous l'Occupation, et contribue, aux côtés de son « mentor » Waldeck Rochet, à la création en 1945 de la Confédération générale de l'agriculture (CGA), dont les communistes perdent rapidement le contrôle.

### Rouage «éminent» de l'organisation du parti communiste
« Permanent » professionnel du Parti dès 1945, dans le secteur de l'organisation des fédérations, il devient lui-même secrétaire fédéral du Loir-et-Cher (1948-1952). En 1952, il est secrétaire de la « commission de contrôle politique », au moment de « l'affaire Marty-Tillon » puis il gravit les échelons dans la hiérarchie du parti : membre du Comité central (1950-1990), du Secrétariat (1956-1990) et du Bureau politique (1964-1990).
C'est une personnalité omniprésente dans le fonctionnement du Parti : chargé de la « montée des cadres » c'est à lui que revient le choix de promouvoir — ou de rétrograder — les cadres militants au sein de la hiérarchie communiste. En 1970, il favorise l'élection au secrétariat général de Georges Marchais aux dépens de Roland Leroy, trop proche des intellectuels, parfois contestataires. Il était chargé du soutien financier clandestin aux PC portugais et espagnol pendant leur clandestinité ; il assure l'intérim du secrétariat général quand Georges Marchais est frappé d'une crise cardiaque en 1976. Les meilleurs connaisseurs du PCF le qualifiaient de « mémoire vivante » du communisme international. La presse le surnommait le « secrétaire perpétuel » du Parti, voire l'« éminence grise ».
Au printemps 1975, il est approché devant son pavillon par un espion de la CIA, du nom de Joseph Marchal, qui se considère injustement traité par sa hiérarchie. Le parti communiste interroge alors l'espion pour comprendre de quoi il s'agit, et apprend que la CIA a lancé une opération à budget non limité pour surveiller et suivre des membres, tenter d'introduire des micros dans les locaux, envoyer un agent ex-mannequin séduire et coucher avec des femmes secrétaires en vue de leur faire déposer des micros, mettre sur écoute la voiture de Georges Marchais, et même tenter d'enlever et remplacer Jean Kanapa. Cette opération, nommée opération Aquarium, sera révélée par un journaliste de L'Humanité le 16 février 1976, tandis que Joseph Marchal disparaît du jour au lendemain ,. 
Il fut chevalier et officier de la Légion d'honneur.

### Vie privée et mort
Il fut l'époux de Juliette Dubois, sénatrice de 1947 à 1948. Ensemble, ils ont eu un fils, Pierre Plissonnier, cadre dirigeant de la compagnie Air France, qui fut violemment pris à partie par des syndicalistes CGT parce que la direction de l'entreprise prévoyait un grand nombre de suppression d'emplois ; l'image de sa chemise arrachée devant la télévision fit le tour du monde.
Il est inhumé au cimetière du Père-Lachaise (division 97), dans le tombeau du comité national du Parti communiste français.

## Décorations
- Officier de la Légion d'honneur
- Médaille de la Résistance française (décret du 11 mars 1947)[11]

## Documentaire
- Paris, secrets d'espions, de Nicolas Bourgouin et Amandine Stelletta, France 5, 84 min, 13 mars 2022.